# Communauté rurale de Guet Ardo
Pour les articles homonymes, voir Ardo (homonymie).
La communauté rurale de Guet Ardo est une communauté rurale du Sénégal située au nord-ouest du pays.
Créée en 2011, elle fait partie de l'arrondissement de Ndar, du département de Louga et de la région de Louga.
Son chef-lieu est le village centre de Guet Ardo.les vrais Ndar Ndar 
Lieu mystique de S. Babacar Sy Rta